# Gilet (Espagne)
Pour les articles homonymes, voir Gilet.
Gilet (en valencien et en castillan) est une commune d'Espagne de la province de Valence dans la Communauté valencienne. Elle est située dans la comarque du Camp de Morvedre et dans la zone à prédominance linguistique valencienne.

## Géographie

Localisation de Gilet
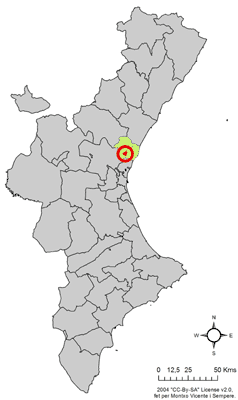
dans la Communauté valencienne.
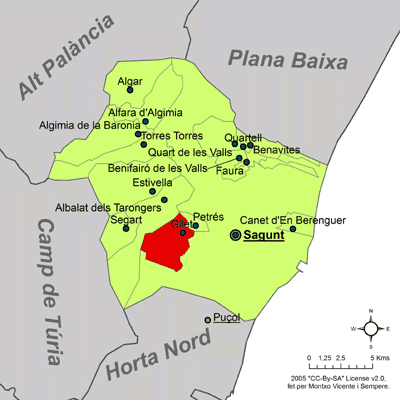
dans la comarque du Camp de Morvedre.

### Localités limitrophes
Le territoire communal de Gilet est voisin de celui des communes suivantes :
Albalat dels Tarongers, Petrés et Sagonte, toutes situées dans la province de Valence.

## Démographie
| 1990  | 1992  | 1994  | 1996  | 1998  | 2000  | 2002  | 2004  | 2005  |
| ----- | ----- | ----- | ----- | ----- | ----- | ----- | ----- | ----- |
| 1.196 | 1.215 | 1.333 | 1.433 | 1.480 | 1.477 | 1.577 | 2.118 | 2.290 |

### Sources
- (es) Cet article est partiellement ou en totalité issu de l’article de Wikipédia en espagnol intitulé « Gilet » (voir la liste des auteurs).